# Скопенко, Даниил
Даниил Скопенко (латыш. Daniils Skopenko; род. 23 марта 2000) — латвийский футболист, полузащитник клуба «Валмиера».

## Клубная карьера
Начал профессиональную карьеру в 2019 году в составе «Резекне» из Первой лиги Латвии. В 2020 году присоединился к клубу «Валмиера». В Высшей лиге Латвии дебютировал 17 июля 2020 года в матче против «Даугавпилса» (3:0). 27 августа 2020 года впервые сыграл в еврокубках, выйдя на замену в игре квалификации Лиги Европы против польского «Леха» (0:3).

## Карьера в сборной
С 2020 года играет за молодёжную сборную до 21 года.